# Псевдоандроним
Псевдоандро́ним (др.-греч. ψευδώνυμος, от ψευδής — «ложный» + ἀνδρός — «мужчина» + он (оним)) — мужское имя или фамилия, применяемые автором-женщиной в качестве псевдонима. Противоположное понятие — псевдогиним. Литературовед, исследователь псевдонимов Валентин Дмитриев отнёс псевдоандронимы и псевдогинимы к псевдонимам, которые содержат в себе ложные характеристики. «Любой псевдоним, если к нему присоединялась „легенда“, т. е. придуманное жизнеописание, или указывались иные, чем у настоящего автора, пол, либо национальность, либо профессия, либо звание, становился литературной маской». Появление псевдоандронимов было вызвано к жизни желанием скрыть свою личность, неравноправием мужчин и женщин в публичной сфере, консервативными предубеждениями против женщин-литераторов, учёных, общественных деятелей и т. д.
Российская императрица Екатерина II в сатирических журналах печаталась под целым рядом псевдоандронимов (Патрикей Правдомыслов, Пётр Угадаев, Любомудров из Ярославля, Разнощик Рыжий Фролка). Французская писательница XVII века Мадлена де Скюдери, видная представительница прециозной литературы, использовала в своём псевдониме имя брата — Жоржа, поэта и драматурга. Некоторые из своих романов она написала вместе с ним. Особенностью публикаций «новой Сафо» было то, что она не скрывала своего авторства и, соответственно, этот факт был известен читающей публике. Писательница Аврора Дюпен (Амандина Аврора Люсиль Дюпен, в замужестве — баронесса Дюдеван) вошла в историю под литературным псевдонимом Жорж Санд (George Sand). До него она использовала фамилию своего друга и соавтора по роману «Роза и Бланш» (1831) Жюля Сандо. Эту книгу она издала под «мужским» псевдонимом Жюль Санд. Также она подписывалась Блез Боннен — к этому имени она обратилась в качестве благодарности к столяру, с которым была дружна в детские годы. При публикации романа «Индиана» (1832) она изменила псевдоним — вместо Жюль Санд остановилась на Жорж Санд.
Французская общественно-политическая деятельница, феминистка, писательница, журналистка Леони Шансе (урождённая Бера) взяла в качестве псевдонима имена своих сыновей и стала известна как Андре Лео (André Léo). Её современница и соратница по феминистскому движению Луиза Мишель в своих воспоминаниях рассказывала про мотивы использования мужского имени в публичной сфере: «У меня не раз бывал случай заметить, что когда я отправляла в какую-нибудь газету листки, подписанные Луиза Мишель, — можно было биться об заклад, — сто шансов против одного — что напечатано не будет; если же я подписывалась Луи Мишель — шансов было больше». Соавтор Мишель по романам «Нищета» (1882) и «Презираемые» (1882) Виктория Тинер (Victoire Tinayre) выбрала для себя демократический псевдоним Жан Гетре (Jean Guétré, нарицательный образ обездоленного крестьянина во французской литературе). Скрыть себя за неженскими именами старались не только писательницы, но и представительницы других сфер деятельности. Так, известная французская акушерка Жюлюмье, чтобы придать вес своим научным публикациям, подписывалась доктор Шампен. Подобным способом маскировались женщины-журналистки, чья деятельность с настороженностью воспринималась публикой (например, поэтесса Дельфина де Жирарден печатала свои статьи в прессе как виконт Шарль де Лоне).
Английская писательница Шарлотта Бронте отмечала, что вынуждена была прибегнуть к использованию мужского псевдонима Каррер Белл (Currer Bell) из-за неодобрительного отношения к писательницам со стороны критики. К такому приёму, с подписью сочинений фамилией Белл, прибегли также её младшие сёстры — Эмили (Эллис) и Энн (Эктон). Впервые сёстры Бронте прибегли к мужскому псевдониму при издании в 1846 году совместного сборника «Стихотворения Каррера, Эллиса и Эктона Беллов» (Poems by Currer, Ellis, and Acton Bell). Под псевдонимом Каррер Белл был издан самый известный роман Шарлотты — «Джейн Эйр» (1847), предисловия к его второму (1847) и третьему изданиям (1848), предисловие к роману «Учитель» (первая публикация — 1857; само предисловие датируется началом 1850-х). Посредством этого псевдоандронима она вела переписку с издателями, опубликовала биографическую статью о своих сёстрах и предисловие к посмертному изданию их романов. Только смерть сестёр вынудила Шарлотту нарушить обещание и раскрыть личность авторов, скрывавшихся под псевдонимами Эллис и Эктон Белл. Среди известных английских писательниц викторианской эпохи, также воспользовавшихся «мужскими» именами, можно назвать Мэри Энн Эванс, получившую известность как Джордж Элиотт (George Eliot), и Маргарет Гаркнесс, публиковавшуюся под псевдонимом Джон Лоу.